# Biagio Lammoglia
Biagio Lammoglia (Maratea, 25 novembre 1891 – Messina, 5 settembre 1967) è stato un militare italiano che come caporale del 154º Reggimento fanteria "Novara" durante la prima guerra mondiale fu decorato con la medaglia d'oro al valor militare a vivente..

## Biografia
Nacque a Maratea il 25 novembre 1891, figlio di Giovanni, di professione calderaio, e Filomena Panza. Ultimata la scuola elementare, iniziò giovanissimo a lavorare come contadino, accompagnando quando poteva il padre nelle fiere paesane per aiutarlo a vendere i suoi prodotti. Dopo la morte della madre, a causa delle condizioni di indigenza la famiglia emigrò in Brasile per lavorare, mentre lui raggiunse uno zio in Francia. Due anni dopo raggiunse il resto della famiglia in Brasile, per scoprire che nel frattempo il padre era morto. Rientrò in Patria dopo lo scoppio della guerra con l'Austria-Ungheria, arruolandosi presso il distretto militare di Potenza il 14 agosto 1915. Mandato subito al fronte, il 24 novembre raggiunse il 154º Reggimento fanteria della Brigata "Novara" in zona di operazioni.  Si distinse particolarmente durante le operazioni belliche, prendendo parte all'attacco ai forti che difendevano Folgaria, e alla conquista di Monte Cimone di Tonezza.  Promosso caporale (23 agosto 1916), partecipò alla conquista di Gorizia. Combatté nelle trincee del Carso durante la decima battaglia dell'Isonzo, e come portaordini eseguì rischiose missioni. L'8 giugno 1917 fu colpito ad un occhio che gli fu quasi completamente asportato, ma eseguì lo stesso la sua missione. Consegnato il messaggio si offrì volontariamente di ritornare indietro per consegnare la risposta al comando di reggimento, pur con l'occhio in quelle condizioni, e solo una volta portato a termine il suo compitò accettò di essere medicato. per il coraggio dimostrato in quel frangente fu decretata la concessione della Medaglia d'oro al valor militare, la più alta decorazione italiana, e fu promosso caporale maggiore (10 settembre 1917). A causa della gravissima ferita fu posto in congedo assoluto il 15 gennaio 1918
Dopo la fine della guerra ritornò in Brasile, dove si sposò, ma qualche tempo dopo rientrò definitivamente in Italia, stabilendosi a Messina dove morì il 5 settembre 1967. Su sua richiesta fu sepolto nella sua città natale, e per onorarne la memoria il 24 maggio 1998 gli venne intitolata la piazza di Massa di Maratea.

### Annotazioni
1. ↑  Si trattava di caldaie, bracieri, pentole, mestoli, paioli, scaldaletti, e tegami, tutti prodotti in proprio.
2. ↑  Il padre e il suo fratello.
3. ↑  In quei giorni si combatteva strenuamente a Castagnevizza, Flondar, sulle foci del Timavo, a Hudi Log, a Fiamiano, sul Dosso Faiti, a Quota 208 nord e sud, sul San Michele, nel Vallone di Doberdò, e a Quota 85. Migliaia di soldati di ambo le parti perirono in quei momenti.

### Fonti
1. 1 2 3 4 5  Matassini 2013, p. 67.
2. 1 2 3 4 5  Matassini 2013, p. 68.
3. ↑  Pallavicini 1919, p. 291.
4. ↑  Pallavicini 1919, p. 292.
5. 1 2 3  Matassini 2013, p. 69.

### Periodici
- Vincenzo Matassini, Biagio Lammoglia, in Il Lucano Magazine, n. 12, Potenza, Lucana Editoriale s.r.l., dicembre 2013,  pp. 67-69.